# Norgesmesterskapet 1939
La Norgesmesterskapet 1939 di calcio fu la 38ª edizione del torneo. La squadra vincitrice fu il Sarpsborg, che vinse la finale contro lo Skeid con il punteggio di 2-1.

## Risultati

### Terzo turno
| Squadra 1       | Risultato | Squadra 2    |
| --------------- | --------- | ------------ |
| Ålgård          | 3 – 0     | Storm        |
| Brage           | 3 – 2     | Hamar        |
| Lillestrøm      | 6 – 1     | Clausenengen |
| Djerv 1919      | 1 - 4     | Viking       |
| Tønsberg Turn   | 1 - 4     | Drafn        |
| Sarpsborg       | 1 – 0     | Frigg        |
| Gjøa            | 4 – 2     | Hardy        |
| Mjøndalen       | 6 – 1     | Gleng        |
| Jarl            | 3 – 2     | Stavanger    |
| Kristiansund FK | 4 – 2     | Steinkjer    |
| Moss            | 5 – 1     | Gjøvik-Lyn   |
| Lyn Oslo        | 7 – 1     | Vigør        |
| Rosenborg       | 0 - 3     | Odd          |
| Torp            | 2 – 1     | Ørn          |

- Fredrikstad e Skeid ricevettero una wild card.

### Quarto turno
| Squadra 1       | Risultato | Squadra 2   |
| --------------- | --------- | ----------- |
| Drafn           | 6 – 3     | Ålgård      |
| Brage           | 0 - 5     | Lyn Oslo    |
| Kristiansund FK | 1 - 2     | Fredrikstad |
| Odd             | 1 - 2     | Gjøa        |
| Sarpsborg       | 5 – 0     | Jarl        |
| Moss            | 4 – 1     | Lillestrøm  |
| Viking          | 1 - 3     | Mjøndalen   |
| Skeid           | 7 – 2     | Torp        |

### Quarti di finale
| Squadra 1 | Risultato      | Squadra 2   |
| --------- | -------------- | ----------- |
| Moss      | 0 - 1          | Drafn       |
| Lyn Oslo  | 1 - 2 (d.t.s.) | Fredrikstad |
| Gjøa      | 0 - 2          | Skeid       |
| Mjøndalen | 1 - 4          | Sarpsborg   |

### Semifinali
| Squadra 1   | Risultato      | Squadra 2 |
| ----------- | -------------- | --------- |
| Drafn       | 2 - 3 (d.t.s.) | Skeid     |
| Fredrikstad | 3 - 4          | Sarpsborg |

### Finale
| Arbitro: | Hagajore |

|                       |           |            |
| Yven 30’ Navestad 88’ | Marcatori | 24’ Borgen |

#### Formazioni
| Sarpsborg |  |                  |
|           |  |                  |
|           |  | Rolf Bakke Olsen |
|           |  | Finn Moen        |
|           |  | Olaf Johansen    |
|           |  | Arne Klausen     |
|           |  | Arve Strand      |
|           |  | Hjalmar Andresen |
|           |  | Arne Eriksen     |
|           |  | Johnny Hauge     |
|           |  | Olav Navestad    |
|           |  | Harry Yven       |
|           |  | Einar Fredriksen |
|           |  | Tøger Torp       |